# Mycaranthes
Mycaranthes é um género botânico pertencente à família das orquídeas (Orchidaceae).

## Distribuição
Existem desde o leste das montanhas indianas do Himalaia, espalhando-se pelo Nepal, Butão, toda a Indochina e Península da Malásia além de todas as ilhas do sudeste Asiático, do nível do mar até 2.400 de altitude, mas mais frequentes em áreas de baixa altitude, úmidas, em pântanos, florestas de baixa estatura, e mesmo em algumas áreas rochosas.

## Espécies
1. Mycaranthes anceps (Leav.) Cootes & W.Suarez, Austral. Orchid Rev. 73(3): 23 (2008)
2. Mycaranthes candoonensis (Ames) Cootes & W.Suarez, Austral. Orchid Rev. 73(3): 23 (2008)
3. Mycaranthes citrina (Ridl.) Rauschert, Feddes Repert. 94: 455 (1983)
4. Mycaranthes clemensiae (Leav.) Cootes & W.Suarez, Austral. Orchid Rev. 73(3): 23 (2008)
5. Mycaranthes davaensis (Ames) Cootes & W.Suarez, Austral. Orchid Rev. 73(3): 23 (2008)
6. Mycaranthes depauperata J.J.Wood, Malesian Orchid J. 1: 144 (2008)
7. Mycaranthes farinosa (Ames & C.Schweinf.) J.J.Wood, Orchids Mount Kinabalu 2: 412 (2011)
8. Mycaranthes floribunda (D.Don) S.C.Chen & J.J.Wood, in Fl. China 25: 348 (2009)
9. Mycaranthes forbesiana (Kraenzl.) Rauschert, Feddes Repert. 94: 455 (1983)
10. Mycaranthes gigantea (Ames) Cootes & W.Suarez, Austral. Orchid Rev. 73(3): 23 (2008)
11. Mycaranthes hawkesii (A.H.Heller) Rauschert, Feddes Repert. 94: 455 (1983)
12. Mycaranthes lamellata (Ames) Cootes & W.Suarez, Austral. Orchid Rev. 73(3): 23 (2008)
13. Mycaranthes latifolia Blume, Bijdr.: 352 (1825)
14. Mycaranthes leonardoi Ferreras & W.Suarez, Austral. Orchid Rev. 74(6): 36 (2009)
15. Mycaranthes leucotricha (Schltr.) Rauschert, Feddes Repert. 94: 456 (1983)
16. Mycaranthes lobata Blume, Bijdr.: 352 (1825)
17. Mycaranthes longibracteata (Leav.) Cootes & W.Suarez, Austral. Orchid Rev. 73(3): 23 (2008)
18. Mycaranthes magnicallosa (Ames & C.Schweinf.) J.J.Wood, Orchids Mount Kinabalu 2: 414 (2011)
19. Mycaranthes major (Ridl. ex Stapf) J.J.Wood, Orchids Mount Kinabalu 2: 414 (2011)
20. Mycaranthes melaleuca (Ridl.) J.J.Wood, Malesian Orchid J. 8: 37 (2011)
21. Mycaranthes meliganensis J.J.Wood, Malesian Orchid J. 8: 20 (2011)
22. Mycaranthes merguensis (Lindl.) Rauschert, Feddes Repert. 94: 456 (1983)
23. Mycaranthes mindanaensis (Ames) Cootes & W.Suarez, Austral. Orchid Rev. 73(3): 23 (2008)
24. Mycaranthes monostachya (Lindl.) Rauschert, Feddes Repert. 94: 456 (1983)
25. Mycaranthes nieuwenhuisii (J.J.Sm.) Rauschert, Feddes Repert. 94: 456 (1983)
26. Mycaranthes obliqua Lindl., Edwards's Bot. Reg. 26(Misc.): 77 (1840)
27. Mycaranthes oblitterata Blume, Bijdr.: 353 (1825)
28. Mycaranthes padangensis (Schltr.) Brieger, Schlechter Orchideen 1(11-12): 662 (1981)
29. Mycaranthes pannea (Lindl.) S.C.Chen & J.J.Wood, in Fl. China 25: 348 (2009)
30. Mycaranthes rhinoceros (Ridl.) Rauschert, Feddes Repert. 94: 456 (1983)
31. Mycaranthes schistoloba (Schltr.) Rauschert, Feddes Repert. 94: 456 (1983)
32. Mycaranthes sonkaris (Rchb.f.) Rauschert, Feddes Repert. 94: 456 (1983)
33. Mycaranthes stenophylla (Schltr.) Rauschert, Feddes Repert. 94: 456 (1983)
34. Mycaranthes tjadasmalangensis (J.J.Sm.) Rauschert, Feddes Repert. 94: 456 (1983)
35. Mycaranthes tricuspidata (Rolfe) Rauschert, Feddes Repert. 94: 456 (1983)
36. Mycaranthes vanoverberghii (Ames) Cootes, D.P.Banks & W.Suarez, Austral. Orchid Rev. 73(3): 23 (2008)